# 生身
生身（しょうじん、しゃうじん、しゃうしん、さうじみ）とは、生まれながらの身体を言う。父母から生まれた身体一般を指し、釈迦の肉体を意味し、仏像の対語として用いられる。
のちに、特に仏・菩薩が衆生を救済するために化現（けげん）する化身（けしん）としての身体と同一視される。